# Пестана, Симон
Симон Рафаэль Пестана Осуна (исп. Simón Rafael Pestana Osuna, род. 13 сентября 1964, Каракас) — венесуэльский актёр и продюсер.

## Биография
Младший из четверых детей, с детства мечтал стать актёром. На театральной сцене дебютировал в 1983 году, в возрасте 19 лет, когда учился в университете. В 1989 году был впервые отмечен премией — это была премия «Золотой дьявол» города Карора. В конце 1980-х переехал в Каракас, где в 1989 году дебютировал на телевидении («Веневисьон»). Первые пять лет исполнял преимущественно роли второго плана. В 1994 году перешёл на РКТВ, где сразу же получил главную роль в теленовелле «Pura Sangre», принесшую ему большой зрительский успех. В 1996—1998 годах работал в Аргентине и Перу, где также добился значительного успеха. В 1999 году вернулся на РКТВ, где снова получил главную роль в теленовелле «Carita Pintada». С того времени и примерно до 2004 года был одним из ведущих актёров РКТВ. Его работы в теленовеллах этого канала неоднократно отмечались престижными премиями. Параллельно много играл в театре. 
В 2004 году пробовал себя на политическом поприще, выставив свою кандидатуру на выборах в один из муниципалитетов Каракаса, однако потерпел неудачу. Тем не менее, с того времени был активным сторонником политики президента Уго Чавеса, а в 2007 году поддержал лишение телеканала РКТВ лицензии на эфирное вещание. 
В 2005—2006 годах — актёр «Venevision», затем принял участие в создании нового телеканала TVES, начавшего вещание в мае 2007 года, на частоте которую ранее занимал РКТВ. Чуть позже Пестана открыл собственную продюсерскую компанию, которая снимает телефильмы по истории и географии Венесуэлы, идущие на канале TVES. В 2011 году впервые выступил в необычном для себя комическом амплуа, сыграв в первом венесуэльском ситкоме «Hotel de Locuras». В театре сыграл роль аргентинского композитора и танцора Карлоса Гарделя в спектакле «Gardel vivito y tangueando». В 2012 году приступил к съёмкам в главной роли в очередном биографическом фильме о Симоне Боливаре.
Отец двух дочерей: Паолы (от брака с Мариэлой Ромеро Саркос) и Марианы (от актрисы Лили Рентериа). В настоящее время разведён.

## Фильмография
- Fabiola (1989)
- Paraíso (1989)
- Реванш (телесериал, 1989)
- Mundo de Fieras (1991)
- Замарашка (Сara Sucia, 1992)
- Pura Sangre (1994)
- Морена Клара (1994)
- Chiquititas (1996, Arg.)
- Amor Sagrado (1996, Arg.)
- Secretos (1998, Peru)
- Carita Pintada (1999)
- Angelica Pecado (2000)
- Девушка моей мечты / La Niña de Mis Ojos (2001)
- Con Toda el Alma (2005)
- Caracazo (2005)
- Hotel de locura (2011)
- Diario de Bucaramanga (2012)